# Konkona Sen Sharma
Pour les articles homonymes, voir Sharma.
Konkona Sen Sharma (Bengali : কঙ্কনা সেন শর্মা, Hindi: कोंकणा सेन शर्मा) est une actrice indienne née le 3 décembre 1979 à New-Delhi (Inde). Sa mère Aparna Sen est actrice et réalisatrice. Mukul Sharma, son père, est journaliste. Son nom d’artiste reprend le nom de sa mère (Sen) et celui de son père (Sharma).

## Biographie

### Carrière
Enfant, Konkona accompagne sa mère sur les tournages. Elle débute dans une publicité bengalie où on la fait passer pour un petit garçon après lui avoir coupé les cheveux. Elle joue ensuite dans quelques films bengali. Puis les choses s’accélère avec Titli.  Elle tourne ensuite dans Mr. and Mrs. Iyer, dirigé par sa mère, film pour lequel elle obtient la prestigieuse récompense de meilleure actrice au National Film Award, ce qui est rare pour une actrice de son âge (elle a  23 ans). Cherchant des rôles variés, elle tourne même dans un film d’horreur, Amavas de Sidharth Srinivasan. Pour son premier film à Bollywood, le succès du film Page 3 en 2005 dans le rôle d’une jeune journaliste people permet d’accroître encore plus sa notoriété. Habituée aux petites productions, elle se trouve cependant en 2006, sur une grosse production de Bollywood : Omkara, adaptation de Othello de Shakespeare au côté de nombreuses stars de Bollywood.
En parallèle à son métier d'actrice, elle commence l'écriture d'une biographie sur sa mère[évasif].

### Vie privée
Konkona Sen Sharma est mariée à Ranvir Chorey avec qui elle a un enfant prénommé Haroon.
Elle a révélé récemment[évasif] dans un talk show indien que son actrice préférée est Kajol.

## Filmographie

### Comme actrice
- 1983 : Indira de Dinen Gupta : un enfant
- 1989 : Picnic (téléfilm) de Aparna Sen
- 1994 : Amodini de Chidananda Das Gupta
- 2000 : Ek Je Aachhe Kanya de Subrata Sen : Ria
- 2002 : Titli de Rituparno Ghosh : Titli
- 2002 : Mr. and Mrs. Iyer d'Aparna Sen : Mrs Meenakshi S. Iyer
- 2004 : Chai Pani Etc. de Manu Rewal : Shanti/Radha Joshi
- 2005 : Amu de Shonali Bose : Kaju ‘’Amu’’
- 2005 : Page 3 de Madhur Bhandarkar : Madhvi Sharma
- 2005 : Karkat Rashi (téléfilm) de Sohag Sen : College girl
- 2005 : 15 Park Avenue d'Aparna Sen : Mithali Gupta
- 2005 : Amavas de Sidharth Srinivasan : Nisha
- 2006 : Mixed Doubles de Rajat Kapoor : Malti
- 2006 : Dosar de Rituparno Ghosh : Kaberi Chatterjee
- 2006 : Yun Hota To Kya Hota de Naseeruddin Shah : Tilottima Punj
- 2006 : Omkara de Vishal Bharadwaj : Indu (Emilia)
- 2006 : Meridian de Venod Mitra : Pramilla
- 2006 : Deadline: Sirf 24 Ghante de Tanveer Khan : Sanjana
- 2007 : Traffic Signal de Madhur Bhandarkar : Noori
- 2007 : Life in a... Metro d'Anurag Basu : Shruti Ghosh
- 2007 : Laaga Chunari Mein Daag de Pradeep Sarkar
- 2007 : Aaja Nachle d'Anil Mehta
- 2008 : Dil Kabaddi d'Anil Sharma : Simi
- 2008 : 8, film composé de 8 courts métrages ; court métrage de Mira Nair
- 2009 : The President Is Coming de Kunaal Roy Kapur : Maya
- 2009 : Luck by Chance de  Zoya Akhtar : Sona Mishra
- 2009 : Wake Up Sid d'Ayan Mukerji : Aisha Bannerjee
- 2010 : Atithi Tum Kab Jaoge d'Ashwni Dhir : Munmun
- 2010 : Right Yaa Wrong de Neeraj Pathak : Radhika Patnaik
- 2010 : Mirch de Vinay Shukla : Lavni / Anita
- 2011 : Iti Mrinalini d'Aparna Sen : Mrinalini Mitra
- 2011 : 7 Khoon Maaf de Vishal Bhardwaj : Nandini Kumar
- 2013 : Ek Thi Daayan : Diana
- 2013 : Goynar Baksho : Somlata
- 2013 : Meridian Lines : Pramilla
- 2013 : Shunyo Awnko: Act Zero : Raka Biswas
- 2013 : Sunglass
- 2014 : Nayantara's Necklace (court-métrage)
- 2015 : Gour Hari Dastaan: The Freedom File : Lakshmi Das
- 2015 : Kadambari : Kadambari Devi
- 2015 : Shajarur Kanta : Deepa Bhatto
- 2015 : Talvar : Nutan Tandon
- 2015 : The Last Poem : Labanya
- 2016 : Lipstick Under My Burkha : Shirin
- 2016 : Naam Hai Akira : Rabia
- 2018 : Scholarship

### Comme scénariste et réalisatrice
- 2016 : A Death in the Gunj

## Récompenses
- National Film Award 2003 : Meilleure actrice pour Mr. and Mrs. Iyer
- Zee Cine Awards 2006 : Meilleur espoir féminin pour Page 3